# Koganei
Koganei (小金井市?) è una città giapponese conurbata in Tokyo nell'area di Tama.
Qui è ambientato il film Arrietty - Il mondo segreto sotto il pavimento. Inoltre nella città ha anche sede lo Studio Ghibli.

## Infrastrutture e trasporti
- Linea principale Chūō
- Linea Seibu Tamagawa